# عسگر دیرباز
عسگر دیرباز (زاده ۱۳۳۸ میانه) روحانی، استاد حوزه و دانشگاه، نماینده مردم استان آذربایجان غربی در مجلس خبرگان رهبری و ریاست مؤسسه پژوهشی حکمت و فلسفه ایران را بر عهده داشت. وی دانش آموخته سطح خارج حوزه علمیه و نیز دکتری رشته فلسفه اسلامی از دانشگاه تربیت مدرس است. از سال ۱۳۹۱ پس از دوره سرپرستی احمد بهشتی، ریاست دانشگاه قم را تا سال ۱۴۰۱ بر عهده داشت.
ریاست دانشکده الهیات و معارف اسلامی و معاونت در «دانشگاه قم» از سوابق علمی و اجرایی او می‌باشد.
او همچنین یکی از حامیان جدی استفاده از هوش مصنوعی در تولید و توسعه علوم اسلامی است و در این راه با دبیرخانه همایش ملی هوش مصنوعی و علوم اسلامی همکاری می‌کند.

## مجلس خبرگان و ریاست دانشگاه
وی پس از برگزیده شدن به عنوان نماینده مردم استان آذربایجان غربی در انتخابات میاندوره‌ای دوره چهارم مجلس خبرگان رهبری، در انتخابات دوره پنجم نیز بار دیگر با کسب آرای مردم این استان به مجلس خبرگان رهبری راه یافت.